# Déli dobolószöcske
A déli dobolószöcske (Meconema meridionale) a fürgeszöcskék családjába tartozó, Európában honos szöcskefaj.

## Megjelenése
A déli dobolószöcske testhossza a hím esetében 11-13 mm, a nőstény 12-16 mm, ehhez járul a 7-8 mm-es tojócső. Kisi, karcsú testű faj. Alapszíne világoszöld, a fejtetőtől a potroh végéig keskeny, sárgásfehér csík fut végig a háton. A torpajzs hátsó szélén két vörösesbarna folt látható. Szárnyai csökevényesek, pikkelyszerűek, kb olyan hosszúak, mint a torpajzs. A hím cercusa (potrohfüggeléke) hosszú és befelé hajolva érintik vagy keresztezik egymást. A nőstény tojócsöve enyhén felfelé ível.
A hímek nem a szárnyaikon ciripelnek, hanem hátsó lábaikkal gyorsan, pörgetősen (de nem olyan gyorsan mint a a közönséges dobolószöcske) "dobolnak" a leveleken. A nagyon halk ütések 4-10 másodperces sorozatokban követik egymást. 

### Hasonló fajok
A közönséges dobolószöcske hasonlít hozzá.

## Elterjedése
Európában honos, eredetileg a mediterrán vidékeken a Pireneusoktól Olaszországon keresztül az Észak-Balkánig. Az éghajlat melegedésével észak felé terjeszkedik, Közép-Európában is eléggé gyakori, főleg a 400 m alatti területeken. Magyarországon 1996-ban észlelték először a Dél-Dunántúlon, azóta a Dunántúlon, Budapest környékén viszonylag gyakorivá vált. 

## Életmódja
Erdőszéleken, cserjésekben, ligetekben, kertekben, parkokban fordul elő. Az Alpoktól északra főleg városokban található meg a magasabb lokális hőmérséklet miatt. Kedveli a tölgyeket, de nem ragaszkodik hozzájuk. Ragadozó, apró rovarokat, lárvákat, levéltetveket eszik. Alkonyatkor, éjjel aktív. Nyár végén és ősszel a hűvös esték elől gyakran épületekben keresnek menedéket.  
Kifejlett egyedeivel júliustól novemberig találkozhatunk. A nőstények fák kéregrepedéseibe rakják petéiket. A lárvák a következő év tavaszán kelnek ki, és ötször vedlenek. 

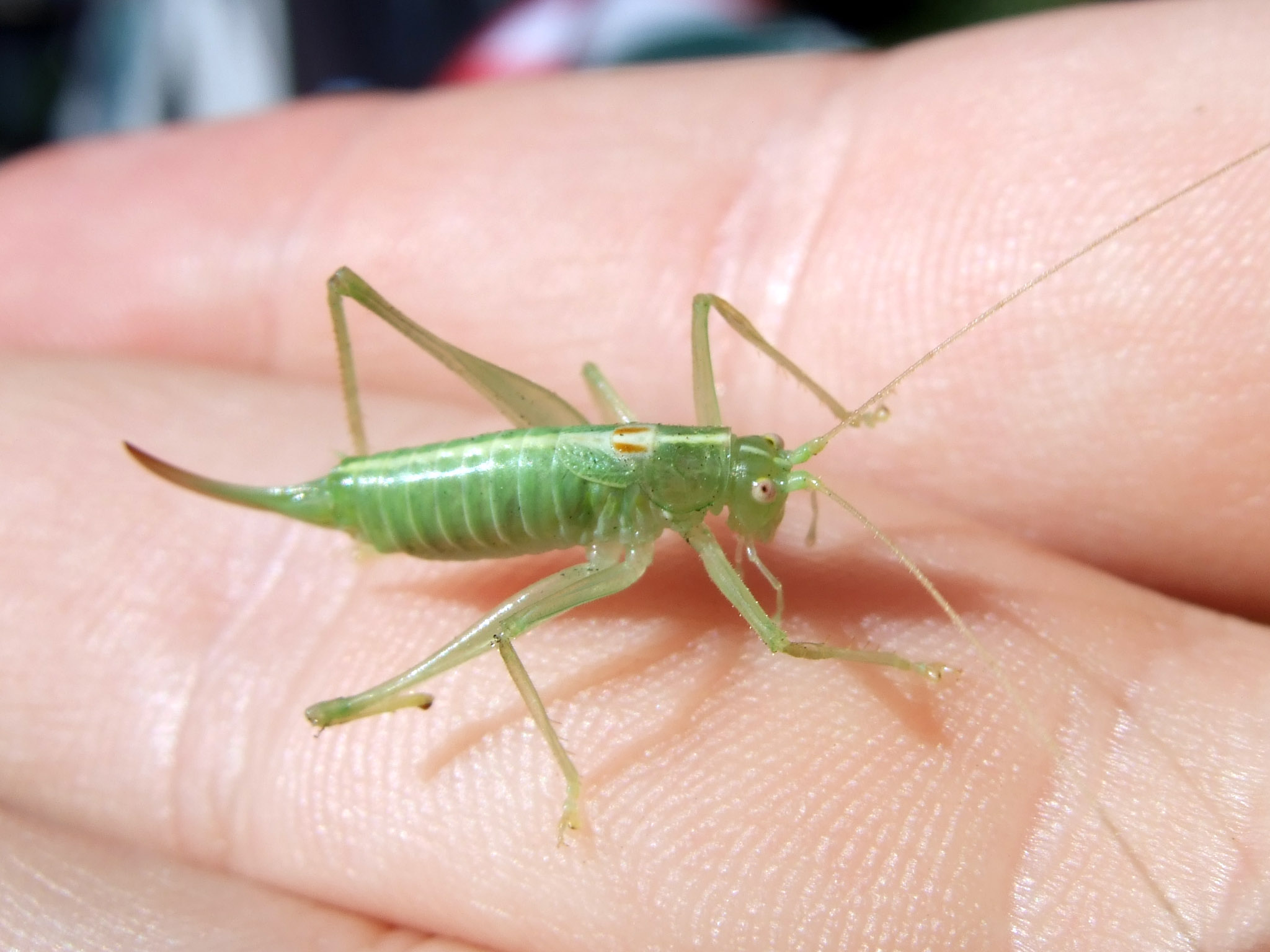
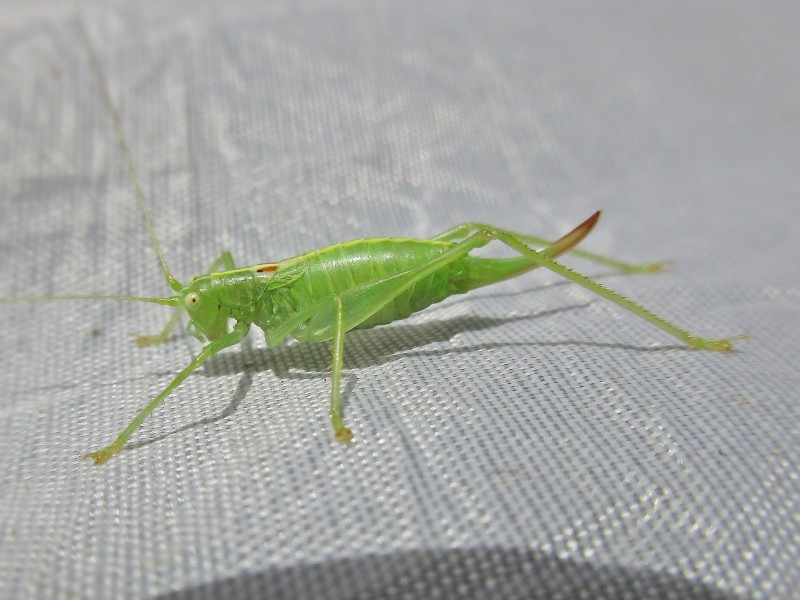
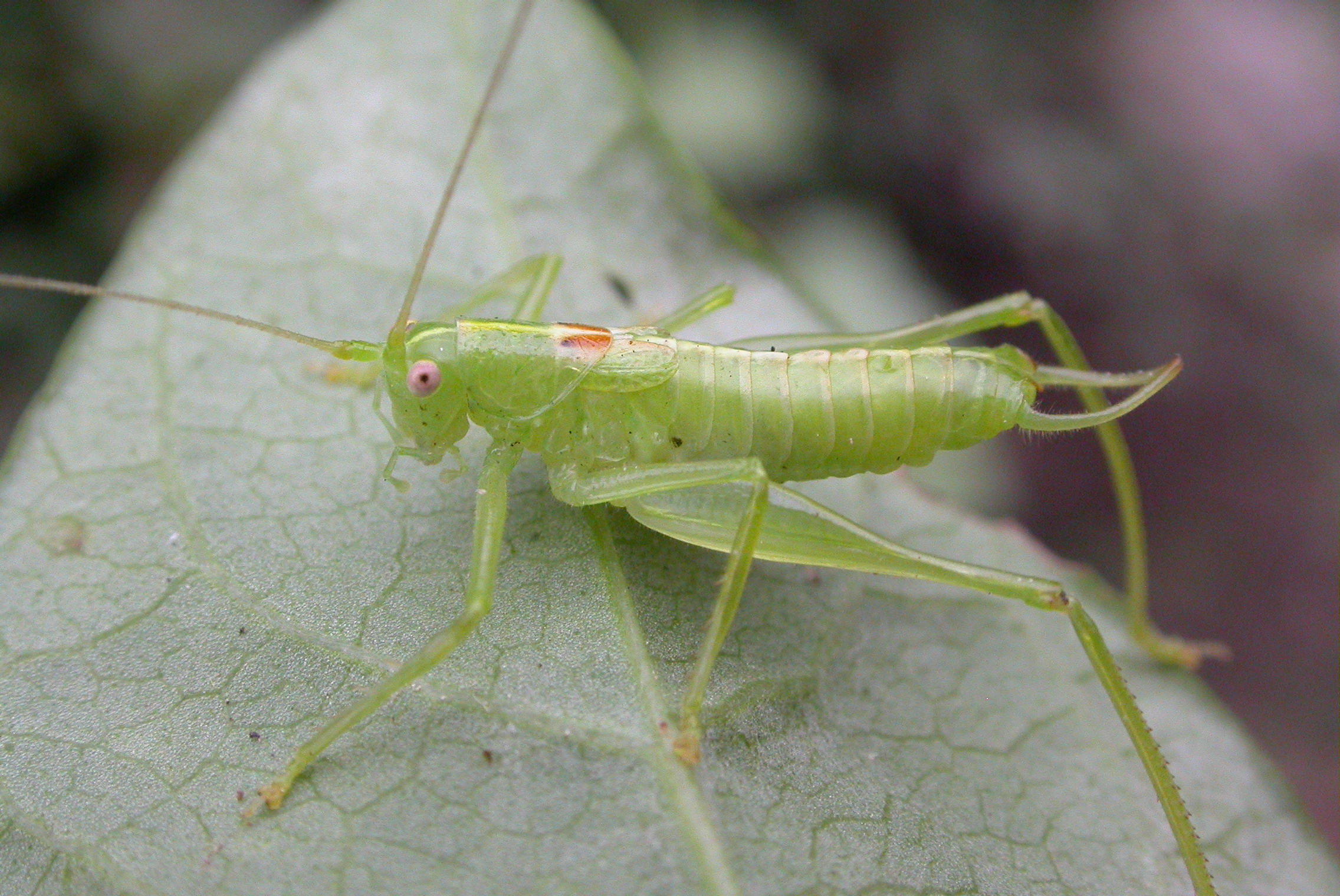
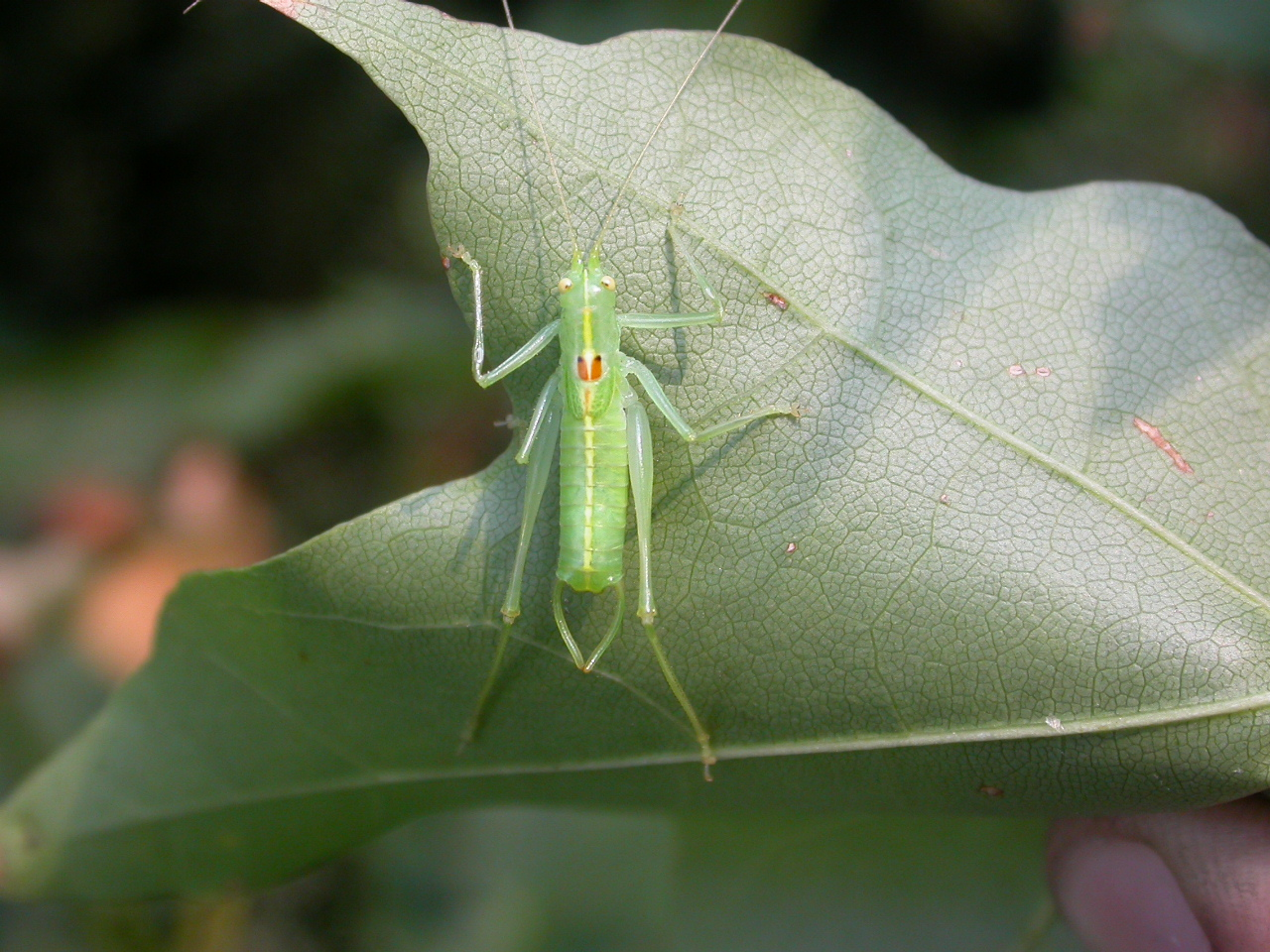

Magyarországon nem védett.